# Грейт-Баррінгтонська декларація
Грейт-Баррінгтонська декларація (англ. Great Barrington Declaration) — глобальний рух учених та медичних експертів, а також долучених до них представників громадськості, які виступають проти продовження (або введення нових) обмежень через COVID-19, які, на їх думку, завдають непоправної шкоди суспільству і мають руйнівний вплив на фізичне та психічне здоров'я людей.
Декларація, що вміщує попередження про загрози, які становить для людства політика ізоляції в зв'язку з пандемією, а також низка рекомендованих заходів, пропонованих різними експертами, стала результатом зустрічі низки учених, проведеної 1-4 жовтня 2020 року в лібертаріанському аналітичному центрі «Американський інститут економічних досліджень» у містечку Грейт-Баррінгтон у штаті Массачусетс у США.
Декларація викликала численну критику в науковому співтоваристві.

## Автори й підписанти
Декларацію склали й підписали першими професор теоретичної епідеміології Оксфордського університету Сунетра Гупта (англ. Sunetra Gupta), професор медицини Гарвардської медичної школи Мартін Куллдорф (англ. Martin Kulldorff) та професор медицини й економіки Стенфордського університету Джей Баттачар'я (Jay Bhattacharya). Усі вони ще з березня 2020 року були супротивниками карантинних заходів, що їх застосовували в світі. Зокрема професор Куллдорф виступав проти листа 98 науковців Стенфордського університету, які критикували недостатні обмежувальні заходи з боку адміністрації президента Трампа й особисто Скотта Атласа.
Станом на середину лютого 2021 року до декларації приєдналися біля 14 тисяч учених по всьому світу, понад 41 тисяча медичних працівників, а також більше 740 тисяч представників громадськості, — щоправда, деякі підписи можуть виявитися фейковими. Більше ніж 10 тисяч осіб підписалося зі США (понад 200 тис.), Сполученого Королівства (біля 160 тис.), Німеччини (понад 140 тис.), Канади (понад 45 тис.), Австрії (понад 32 тис.), Швейцарії (біля 24 тис.), Австралії (біля 11 тис.); решта біля 180 тис. підписів.
До підписантів декларації належить низка вчених з Оксфордського, Стенфордського, Гарвардського та інших університетів. Серед відомих представників — Майкл Левітт тощо.
Основна теза деларації — відмова від карантинних обмежень для більшості людей, а фокусування захисту на людях з вразливих груп. На думку авторів, таким чином буде сформовано колективний імунітет у тих, хто захворів, та епідемія припиниться. При цьому поняття «колективний імунітет» зазвичай використовується для опису протиепідемічних властивостей вакцинації, тоді як на момент підписання декларації жодної вакцини проти SARS-Cov-2 не існувало.

## Оцінки й відповіді
Натомість 80 науковців у галузі епідеміології та медицини опублікували в науковому журналі «The Lancet» відкритого листа, де назвали основні тези декларації «небезпечною хибою, яка не базується на науковому знанні»
Основні заперечення науковців стосуються неможливості на практиці виявити вразливі групи, оскільки до них належать не лише люди старшого віку та носії певних захворювань, а ще й невідомі достеменно групи. Крім того, формування імунітету при коронавірусній хворобі може бути нестабільним.
Низка науковців та лікарів назвали використання поняття колективного імунітету до неконтрольованого розповсюдження захворювання «неетичним».